# Technomyrmex parandrei
Technomyrmex parandrei es una especie de hormiga del género Technomyrmex, subfamilia Dolichoderinae. Fue descrita científicamente por Bolton en 2007.
Se distribuye por República Centroafricana y Gabón. Se ha encontrado a elevaciones de hasta 640 metros. Vive en microhábitats como la hojarasca y madera podrida.